# Castelões (Penafiel)
Castelões es una freguesia portuguesa del concelho de Penafiel, con 3,94 km² de superficie y 2500 habitantes (2001). Su densidad de población es de 358,6 hab/km².